# Lejops subtransfugus
Lejops subtransfugus är en tvåvingeart som först beskrevs av Stackelberg 1963.  Lejops subtransfugus ingår i släktet sävblomflugor, och familjen blomflugor. Inga underarter finns listade i Catalogue of Life.